# Krzyż Wielkopolski (gmina)
Krzyż Wielkopolski (do końca 1991 gmina Krzyż) – gmina miejsko-wiejska w województwie wielkopolskim, w powiecie czarnkowsko-trzcianeckim. W latach 1975–1998 gmina położona była w województwie pilskim.
Siedziba gminy to Krzyż Wielkopolski.
Według danych z 30 czerwca 2004 gminę zamieszkiwało 8820 osób.

## Struktura powierzchni
Według danych z roku 2002 gmina Krzyż Wielkopolski ma obszar 174,56 km², w tym:
- użytki rolne: 33%
- użytki leśne: 56%

Gmina stanowi 9,65% powierzchni powiatu.

## Demografia

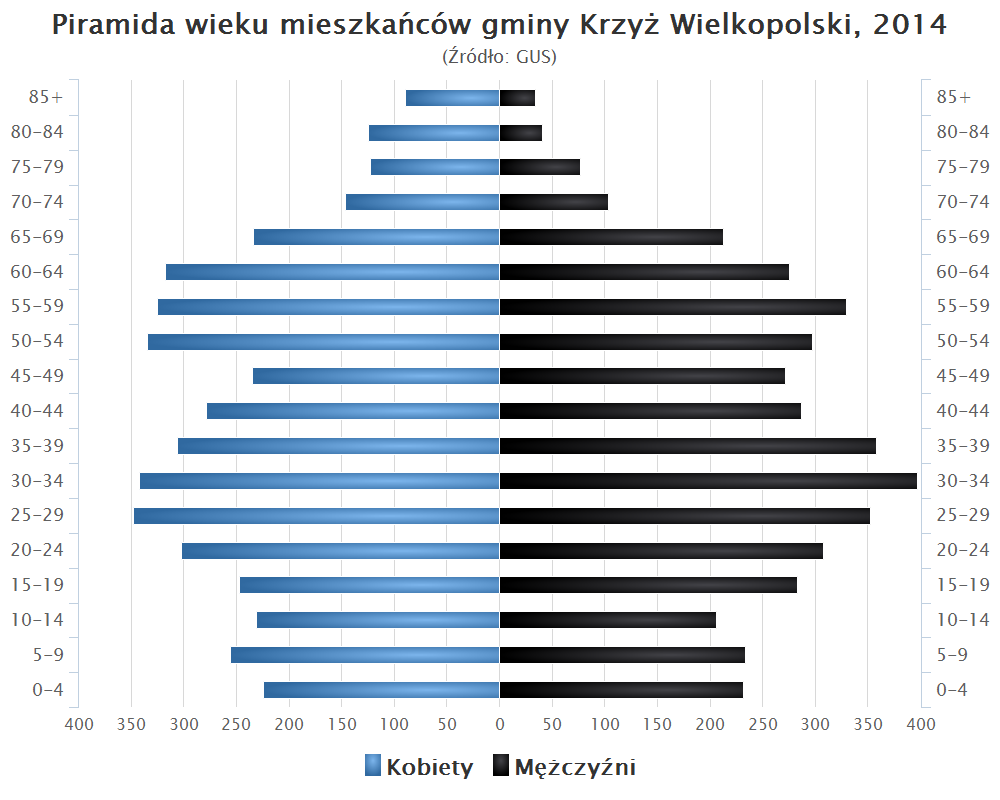
Piramida wieku mieszkańców gminy Krzyż Wielkopolski w 2014 roku

Dane z 30 czerwca 2004:
| Opis                              | Ogółem | Ogółem | Kobiety | Kobiety | Mężczyźni | Mężczyźni |
| --------------------------------- | ------ | ------ | ------- | ------- | --------- | --------- |
| jednostka                         | osób   | %      | osób    | %       | osób      | %         |
| populacja                         | 8820   | 100    | 4489    | 50,9    | 4331      | 49,1      |
| gęstość zaludnienia (mieszk./km²) | 50,5   | 50,5   | 25,7    | 25,7    | 24,8      | 24,8      |

## Geografia
Na terenie gminy według różnych źródeł znajduje się 13 jezior:
- Borowe
- Jelenia Krew
- Jezioro Perliste
- Jezioro Polne
- Kłodno
- Łokacz
- Mały Raczek
- Piasecznik Wielki
- Pniewo
- Przesieki Drugie
- Przesieki Pierwsze
- Raczek
- Radzyń Średni

## Sąsiednie gminy
- Człopa (powiat wałecki),
- Dobiegniew (powiat strzelecko-drezdenecki),
- Drawsko,
- Drezdenko (powiat strzelecko-drezdenecki),
- Wieleń

## Komunikacja

### Drogowa
- Droga Krajowa nr. 22 22 odcinek ~8km (Kostrzyn nad Odrą – Grzechotki, granica)

- Droga Wojewódzka nr. 174 174 (Drezdenko – Krzyż – Kuźnica Czarnkowska (do DW178 178 Wałcz-Trzcianka-Oborniki),
- Droga Wojewódzka nr. 123 123 (Huta Szklana – Droga Krajowa nr. 22 22/ Przesieki),

### Linie autobusowePKS
- Krzyż Wielkopolski – Wałcz (zachodniopomorskie)
- Konotop (lubuskie) – Krzyż Wielkopolski
- Krzyż Wielkopolski – Trzcianka
- Krzyż Wielkopolski – Trzcianka – Piła
- Krzyż Wielkopolski – Czarnków
- Krzyż Wielkopolski – Drezdenko (lubuskie)

### Połączenie kolejowe z pobliskimi miastami powiatowymi
- Trzcianka,
- Drezdenko (Strzelecko-Drezdenecki),
- Strzelce Krajeńskie (Strzelecko-Drezdenecki),
- Wałcz (Wałecki),
- Piła (Pilski),
- Międzychód (Międzychodzki)

Drugie miasto powiatowe (Czarnków) nie ma połączenia kolejowego, mieszkańcy muszą korzystać z komunikacji autobusowej), lecz komunikacją kolejową mieszkańcy mogą dostać się do pierwszego miasta powiatowego - Trzcianka.